# Virusna ovojnica
Vírusna ovójnica ali vírusni plášč je pri nekaterih virusih prisotna najbolj zunanja struktura, sestavljena iz lipidov, ki izvirajo iz lipidnega dvosloja gostiteljeve celice. Odvisno od vrste virusov virusna ovojnica nastane bodisi iz celične membrane gostiteljeve celice bodisi iz membrane Golgijevega aparata ali endoplazemskega retikuluma. Med molekulami lipidov se nahajajo tudi beljakovine. Virusna ovojnica obdaja virusno kapsido, znotraj katere se pa nahaja virusna dednina.
Prisotnost oziroma odsotnost virusne ovojnice je tudi pomembno sodilo pri taksonomskem razvrščanju virusov. Ločimo viruse z ovojnico in gole viruse, ki ovojnice nimajo. Goli virusi pri izstopu iz gostiteljeve celice vedno povzročijo njen propad, virusi z ovojnico pa se lahko spostijo iz gostiteljeve celice, ne da bi povzročili njeno lizo.
Virusna ovojnica ima pomembno vlogo pri vstopu virusa v celico, zagotavljanju odpornosti virusa na vplive okolja in razkužila in omogočajo spreminjanje površine virusa. Virusna ovojnica je z evolucijskega stališča prednost v primerjavi z golimi virusi. Virusu omogoča, da lažje uide gostiteljevemu imunskemu sistemu oziroma da se lažje prilagodi na razmere v gostiteljskem organizmu. Vse to je povezano tudi z dejstvom, da imajo vsi virusi, ki so se v zadnjem času pojavili pri človeštvu kot stvarna ali potencialna grožnja za pojav pandemije (virus HIV, virus SARSa, virus gripe, virus ebole, virus zahodnega Nila ...), virusno ovojnico.

## Zgradba
Virusna ovojnica je vselej sestavljena iz beljakovin, ki so vključene v lipidni dvosloj. Vključevanje beljakovin virusne ovojnice v lipidno membrano se zgodi že med njihovo sintezo na ribosomih zrnatega endoplazemskega retikuluma. Ovojnica se bodisi tvori že na tem mestu iz membrane endoplazemskega retikuluma ali pa se beljakovine prenesejo v celično membrano ali membrano Golgijevega aparata iz ene od omenjenih membran nastane virusna ovojnica. Beljakovine virusne ovojnice se proizvedejo v gostiteljevi celici na podlagi virusne dednine; beljakovine, ki so lastne gostiteljski celici in se nahajajo v membrani, se pri nastanku virusne ovojnice ne vključijo vanjo. Torej je virusna ovojnica zgrajena le iz lipidov gostiteljske celice, ne pa tudi njenih membranskih beljakovin. Beljakovine, vključene v ovojnico, se sintetizirajo v gostiteljski celici na podlagi genskega zapisa virusa.
Običajno je delež beljakovin v ovojnici zelo visok, da beljakovine prekrivajo vso zunanjo površino virusa. Sama lipidna membrana zato za protitelesa sploh ni dostopna. Pri nekaterih virusih, na primer pri hepadnavirusih, je delež beljakovin tako visok, da skorajda ni lipidnih komponent; takšne ovojnice so pravilnejših oblik in še bolj odporne na okolijske razmere.

## Virusi z ovojnico
Virusi, ki jih obdaja ovojnica:
- herpesvirusi
- poksivirusi
- hepadnavirusi
- flavivirusi
- togavirusi
- koronavirusi
- virus hepatitisa D
- retrovirusi
- ortomiksovirusi
- paramiksovirusi
- radovirusi
- bunjavirusi
- filovirusi
- reovirusi